# Ebo bucklei
Ebo bucklei är en spindelart som beskrevs av Norman I. Platnick 1972. Ebo bucklei ingår i släktet Ebo och familjen snabblöparspindlar. Inga underarter finns listade i Catalogue of Life.